# Bassano del Grappa
Bassano del Grappa – miasto i gmina we Włoszech, w regionie Wenecja Euganejska, w prowincji Vicenza. Według danych na rok 2004 gminę zamieszkiwało 40 411 osób, 878,5 os./km².

## Mniejszości etniczne i narodowe
Cudzoziemców przebywający na terenie gminy jest 4890 lub 11,2% populacji. Oto największe grupy. Bilans demograficzny ludności zamieszkującej:
1. Maroko: 773
2. Rumunia: 660
3. Albania: 290
4. Mołdawia: 276
5. Macedonia: 262
6. Ghana: 240
7. Filipiny: 195
8. Chiny: 167
9. Ukraina: 165
10. Serbia: 164

## Muzea
- Museum Państwowe Bassano del Grappa
- Muzeum Ceramiki Pałac Sturm
- Poli - Museum Grappa
- Muzeum drukarek Remondini XVIII wieku
- Muzeum Motoryzacji Luigi Bonfanti
- Muzeum Armii Alpejskiej w latach 1915-1918

## Architektura militarna
- Zamek Ezzelini
- Brama Podziękowania
- Brama Dieda
- Wieża obywateli

## Place
- 'Plac Wolności'
- 'Plac Garibaldi'
- 'Skwer Terraglio'
- 'Piazzotto Monte Vecchio'
- 'Piazzale Cadorna'
- 'Piazzale Trento'
- 'Piazzale Garden General'
- 'Piazzetta Angarano'
- 'Piazzetta Zaine'
- 'Piazzetta Alpheus Guadagnini'

## Centralne ulice
- 'Via Roma'
- 'Via Jacopo da Ponte'
- 'Via Matteotti'
- 'Via Verci'